# Aérodrome de Basse-Terre – Baillif
Pour les articles homonymes, voir BBR.
L'aérodrome de Basse-Terre – Baillif (code IATA : BBR • code OACI : TFFB) est situé sur le territoire de la commune de Baillif sur l'île de Basse-Terre en Guadeloupe. Il est utilisé pour desservir principalement la préfecture Basse-Terre ainsi que tout le sud et l'ouest de l'île de la Guadeloupe.

## Description

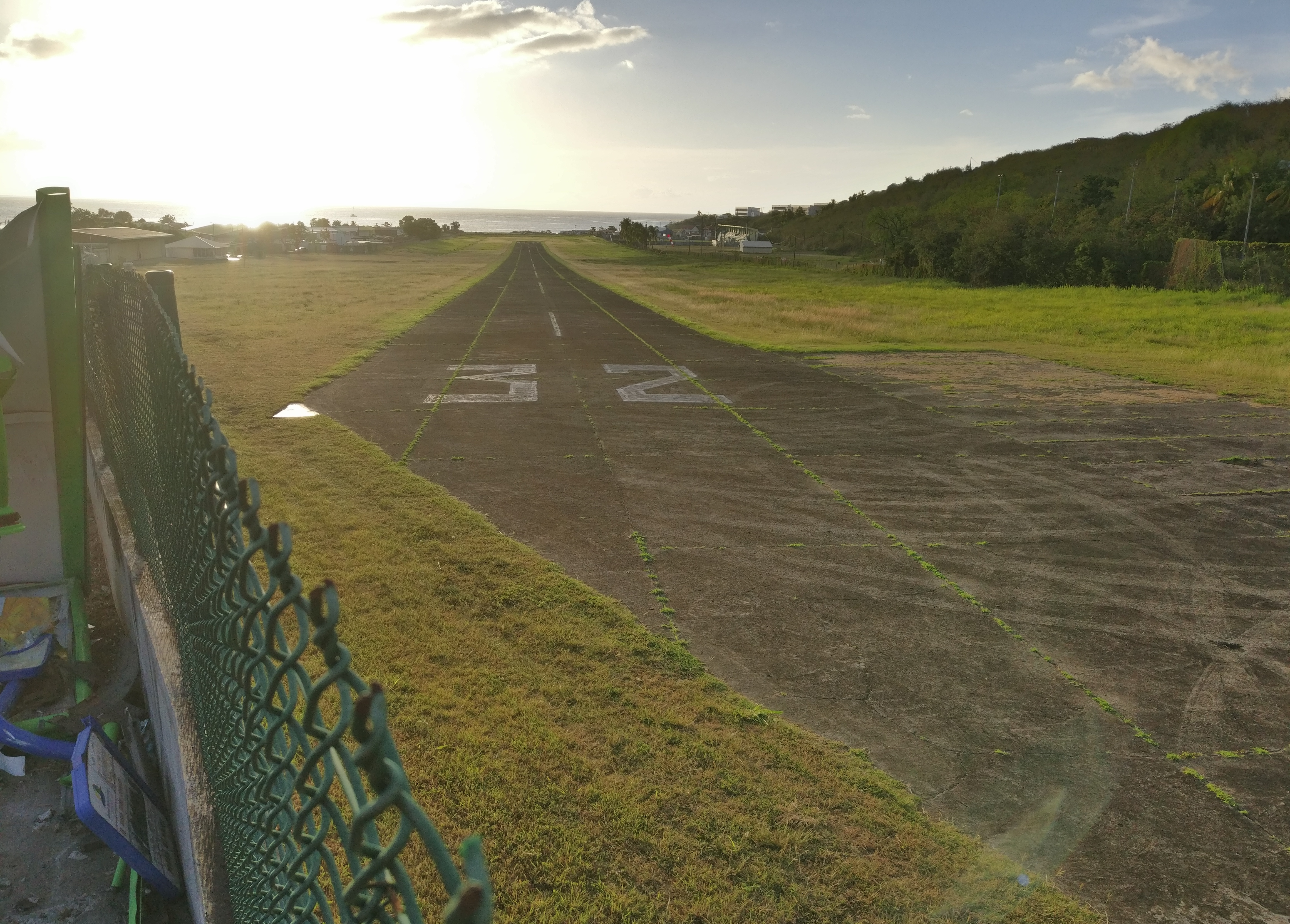
Piste de l'aérodrome.

Situé au bord de la mer des Caraïbes à une altitude de 18 m, l'aérodrome dispose d'une piste en dur de 620 m de longueur. Il est ouvert à la circulation aérienne restreinte depuis avril 1970 en catégorie D (avions légers).
L'aérodrome fait l'ouverture du générique de la série télévisée franco-britannique Meurtres au paradis créée en 2011.